# Jens Bullerjahn

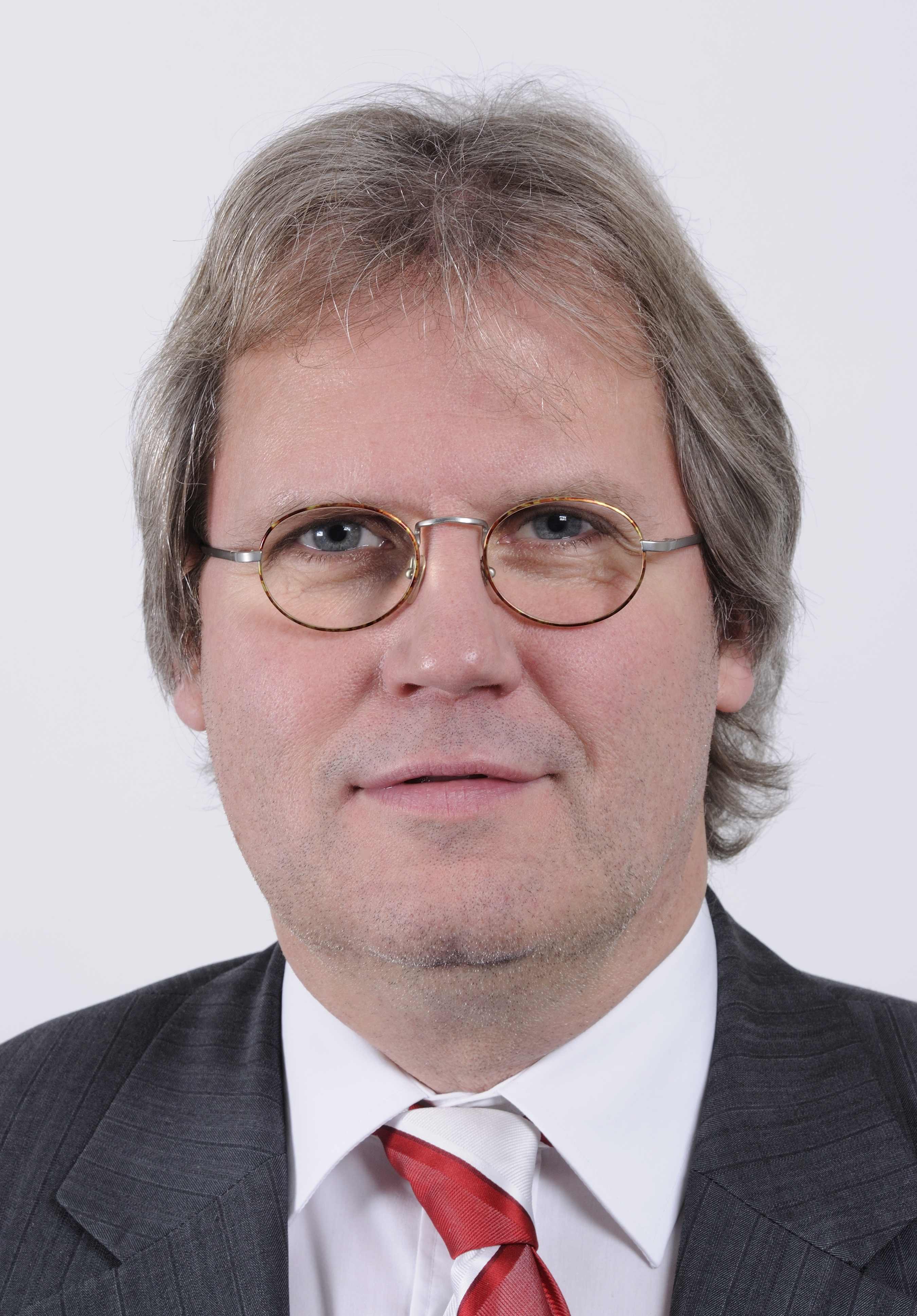
Jens Bullerjahn, 2012

Jens Bullerjahn (* 15. Juli 1962 in Halle (Saale); † 26. November 2022 in Eisleben) war ein deutscher Politiker (SPD). Er war vom 24. April 2006 bis zum 25. April 2016 Finanzminister und stellvertretender Ministerpräsident des Landes Sachsen-Anhalt und von 2006 bis 2007 stellvertretender Bundesvorsitzender der SPD. Er war Spitzenkandidat der SPD bei den Landtagswahlen in Sachsen-Anhalt 2006 (gegen Ministerpräsident Wolfgang Böhmer) und 2011 (gegen Reiner Haseloff, CDU).

## Privates
Bullerjahn war der Sohn eines Bergmanns. Nach dem Besuch der Polytechnischen Oberschule in Bernburg (Saale) machte er von 1979 bis 1981 eine Ausbildung zum Elektromonteur. Anschließend diente er bis 1984 bei der Nationalen Volksarmee. Danach absolvierte er eine Weiterbildung an der Fachschule Magdeburg, die er 1987 als Elektroingenieur beendete. Von 1987 bis 1990 war Bullerjahn als Ingenieur für Prozessautomatisierung im Mansfeld-Kombinat tätig.
Jens Bullerjahn war verheiratet und hatte zwei Kinder. Im Mai 2022 machte er bekannt, dass er seit einem Jahr an der Nervenkrankheit ALS leide. Er starb im November 2022 an der Erkrankung im Alter von 60 Jahren.

## Partei
Im Oktober 1989 wurde Bullerjahn Mitglied der Sozialdemokratischen Partei in der DDR (SDP), die in der gesamtdeutschen SPD aufging. Er gehörte ab 2005 dem Bundesvorstand der SPD an und war ab Dezember 2005 Vorsitzender des Forums Ostdeutschland der SPD.
Für die Landtagswahl 2006 war Bullerjahn Spitzenkandidat der SPD Sachsen-Anhalt für das Amt des Ministerpräsidenten des Landes. Mit einem Ergebnis von 21,4 % der Stimmen konnte sich die SPD unter seiner Führung zwar leicht verbessern, blieb aber hinter der CDU und der Linkspartei.PDS drittstärkste Kraft.
Auf Vorschlag des SPD-Vorsitzenden Kurt Beck wurde Bullerjahn auf dem außerordentlichen Parteitag der SPD am 14. Mai 2006 mit 84,97 % der Stimmen zum stellvertretenden Parteivorsitzenden gewählt. Im Mai 2007 wurde bekannt, dass Beck die Anzahl der stellvertretenden Parteivorsitzenden von fünf auf drei verringern wollte, weshalb Bullerjahn für den Parteitag im November 2007 nicht zur Wiederwahl vorgeschlagen wurde.
Im September 2009 schlug der SPD-Landesvorstand Bullerjahn als Spitzenkandidaten für die Landtagswahl 2011 vor, nachdem Holger Hövelmann erklärt hatte, dafür nicht zur Verfügung zu stehen.

## Abgeordneter
Von 1990 bis 1994 gehörte Bullerjahn dem Gemeinderat seines Wohnortes Ahlsdorf und von 1990 bis 1998 dem Kreistag des Landkreises Eisleben bzw. des Landkreises Mansfelder Land an.
Von 1990 bis 2016 war er Mitglied des Landtages von Sachsen-Anhalt. Hier war er von 1993 bis 2004 Parlamentarischer Geschäftsführer der SPD-Landtagsfraktion. In dieser Funktion war er 1994 auch maßgeblich an der Bildung des so genannten Magdeburger Modells beteiligt, das er gemeinsam mit seinem Kollegen von der PDS, Wulf Gallert, im Hintergrund steuerte. Von Juni 2004 bis April 2006 war er Vorsitzender der SPD-Landtagsfraktion. Laut der Frankfurter Allgemeinen Zeitung (FAZ) betrachtete er die Zeit nach dem Scheitern des Magdeburger Modells mit starken Stimmenverlusten bei der Landtagswahl 2002 als „Damaskus-Erlebnis“ und änderte danach seine inhaltliche Ausrichtung: Um die bisherige, stark anwachsende Staatsverschuldung in den Griff zu bekommen, legte er 2004 ein Konzeptpapier vor, das unter dem Titel „Zukunftsorientierte Finanzpolitik bis 2020. Strategien für eine nachhaltige Konsolidierung“ ein grundlegendes Umsteuern in der Finanzpolitik hin zu fiskalischer Strenge forderte.
Im Dezember 2014 erklärte Bullerjahn, dass er zur Landtagswahl in Sachsen-Anhalt 2016 nicht erneut kandidieren werde, um sich auf sein Ministeramt zu konzentrieren, das er auch nach der Wahl weiter ausüben wolle. Im Herbst 2015 gab er jedoch bekannt, er werde alle politischen Positionen nach der Legislaturperiode abgeben.

## Finanzminister
Da nach der Landtagswahl 2006 die bisherige CDU-FDP-Koalition ihre Mehrheit verloren hatte, kam es im April 2006 zur Bildung einer CDU-SPD-Koalition. Bullerjahn wurde daraufhin am 24. April 2006 als Finanzminister und Stellvertreter des Ministerpräsidenten in die von Wolfgang Böhmer (CDU) geführte Landesregierung von Sachsen-Anhalt berufen (Kabinett Böhmer II). Bullerjahn begann, seine Vorstellungen einer fiskalpolitischen Konsolidierung in einer Konsequenz umzusetzen, die die FAZ als „beispiellos im deutschen Föderalismus“ bezeichnete. Nach der Landtagswahl 2011 wurde die schwarz-rote Koalition fortgeführt, mit Reiner Haseloff als neuem Ministerpräsidenten. Im Kabinett Haseloff I behielt Bullerjahn seine Ämter als Finanzminister und Stellvertreter des Regierungschefs.
Bullerjahn setzte einen rigiden Sparkurs durch mit 15.000 Stellenstreichungen, darunter in der Inneren Sicherheit und in Kultur und Wissenschaft, der unter anderem Protestaktionen wie Massendemonstrationen an Universitäten auslöste. Er erreichte, dass der Landeshaushalt von 2014 bis 2016 ohne neue Schulden auskam; Kritiker hielten ihm vor, er habe die öffentliche Daseinsvorsorge „kaputtgespart“.
An der Regierungsbildung nach der Landtagswahl im März 2016 beteiligte sich Bullerjahn nicht und trat ankündigungsgemäß nicht in das zweite Kabinett Haseloff ein, weshalb seine Amtszeit als Minister mit dem Antritt des neuen Kabinetts am 25. April 2016 endete.

## Weitere Mitgliedschaften
Ab dem 24. April 2006 war Bullerjahn Mitglied des Aufsichtsrates der Nord/LB.
Im Oktober 2012 wurde Bullerjahn einstimmig zum Vorsitzenden des Vorstandes der Tarifgemeinschaft deutscher Länder (TdL) gewählt. Dieses Amt hatte er ab 2016 nicht mehr inne.